# ビットキャスト
ビットキャスト (Bitcast) とは、アナログテレビにおけるデータ多重放送の方式であり、またその愛称である。

## 概要
方式は株式会社インフォシティによって開発されたもので、ADAMSに使われているDataWave方式と同様、垂直帰線区間の10番目から13番目（10H～13H）にデータを重畳する。最大伝送レートはDataWaveと同じく、5280Byte/秒。
DataWave方式では基本的にデータのみを送信するため、表示タイミングを制御できないのに対し、ビットキャストは表示タイミングを制御するデータも同時に送信するため、テレビ番組連動型のデータを送信することが可能である。もちろん、表示するためのデータはあらかじめ蓄積されている必要があり、また表示には専用の表示ソフトが必要である。
ビットキャストはまず1997年7月にTBSが「データパレード」という愛称で放送を開始した。その後TBSと同系列である毎日放送でも1998年3月に放送を開始し、同年6月にはフジテレビで放送が開始した。
新潟放送、北海道放送、中部日本放送、静岡放送、中国放送、山陽放送に、TBSと毎日放送を含めたJNN系列8局、および北海道文化放送とフジテレビのフジテレビ系列2局の、計10局でパソコン向けのデータ放送が行われていたが、いずれも2006年3月までにデータ放送を終了した。
データパレード
TBSが行っていたビットキャスト放送の愛称。JNN系列でデータ放送を行っている他の局の多くも同様の名称を用いていた。
Gガイド
ビットキャスト方式を採用している局の多くで送信されるEPG。1日5回、地上アナログテレビジョン放送とBSアナログ放送の番組表を送信している。番組表作成はジェムスター社の関連会社であるiPG（電通・東京ニュース通信社も資本参加）。パソコン向けデータ放送と違い、JNN系列の各局、および系列外4局（こちらの項を参照）で放送されている。HDD内蔵DVDレコーダーでは多くのメーカーがGガイドを採用している。全国をカバーしているのが特長である。ANN系列の朝日放送（現：朝日放送テレビ）はADAMS-EPGおよびGガイドの両方でEPGを送信していたが、2004年11月30日を以ってGガイドのデータ送信を終了した。
近年はBSデジタル放送（BS-TBS 768ch）経由や携帯電話経由でGガイドによる番組表データの供給が行われている。